# Rômulo Helberth Pereira Junior
Rômulo Helberth Pereira Junior (Belo Horizonte, 31 gennaio 2004) è un calciatore brasiliano, difensore dello Sporting Lisbona B e dello Sporting Lisbona.

## Caratteristiche tecniche
È un difensore centrale.

## Carriera
Rômulo è cresciuto nel settore giovanile dell'Atlético Mineiro, con cui ha firmato un contratto professionistico nel 2021. Ha debuttato in prima squadra il 4 maggio 2024 nell'incontro di Série A pareggiato 2-2 contro il Fluminense.
Il 6 agosto 2025 si trasferisce in Primeira Liga allo Sporting Lisbona, venendo aggregato allo Sporting Lisbona B.

## Statistiche

### Presenze e reti nei club
Statistiche aggiornate al 24 giugno 2024.
| Stagione        | Squadra          | Campionato      | Campionato | Campionato | Coppe nazionali | Coppe nazionali | Coppe nazionali | Coppe continentali | Coppe continentali | Coppe continentali | Altre coppe | Altre coppe | Altre coppe | Totale | Totale | Totale |
| Stagione        | Squadra          | Comp            | Pres       | Reti       | Comp            | Pres            | Reti            | Comp               | Pres               | Reti               | Comp        | Pres        | Reti        | Pres   | Reti   |        |
| --------------- | ---------------- | --------------- | ---------- | ---------- | --------------- | --------------- | --------------- | ------------------ | ------------------ | ------------------ | ----------- | ----------- | ----------- | ------ | ------ | ------ |
| 2024            | Atlético Mineiro | M1/MG+A         | 0+5        | 0          | CB              | 1               | 0               | CL                 | 1                  | 0                  |             | -           | -           | 7      | 0      |        |
| Totale carriera | Totale carriera  | Totale carriera | 5          | 0          |                 | 1               | 0               |                    | 1                  | 0                  |             | -           | -           | 7      | 0      |        |

## Palmarès
- Campionato mineiro: 1

Atlético Mineiro: 2025